# براندان ريان (لاعب كرة قاعدة)
براندان ريان (بالإنجليزية: Brendan Ryan)‏ هو لاعب كرة قاعدة أمريكي، ولد في 26 مارس 1982 في لوس أنجلوس في الولايات المتحدة.

## وصلات خارجية
- براندان ريان على موقع دوري كرة القاعدة الرئيسي (الإنجليزية)
- براندان ريان على موقعبيزبول رفرنس.كوم (الدوري الرئيسي) (الإنجليزية)
- براندان ريان على موقعبيزبول رفرنس.كوم (الدوري الثانوي) (الإنجليزية)
- براندان ريان على موقع إي إس بي إن.كوم (أم.أل.بي) (الإنجليزية)
- براندان ريان على موقع مشجعي الرسوم البيانية (الإنجليزية)